# Adnan Khashoggi

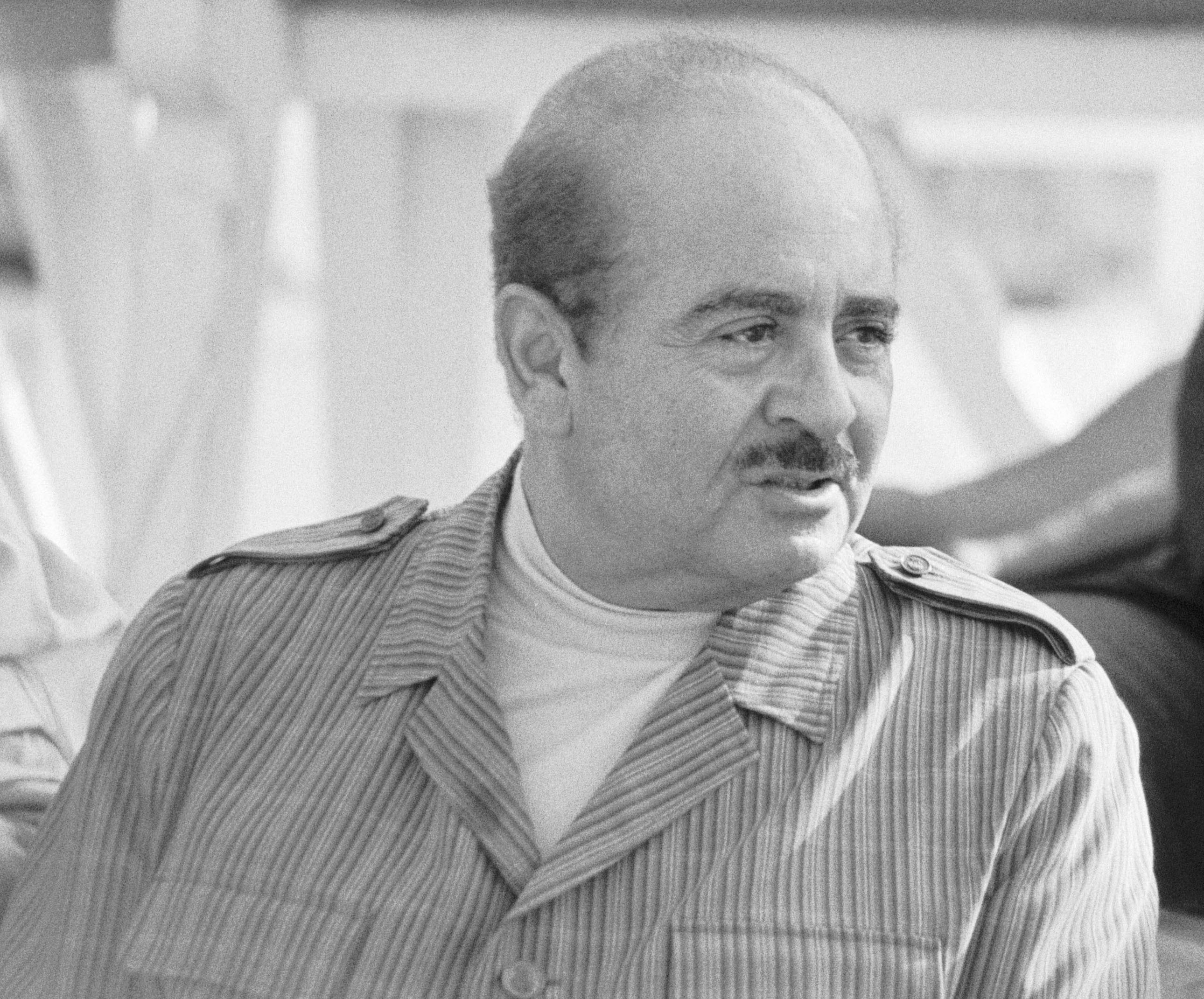
Adnan Khashoggi (Deauville, França, anos 1980)

Adnan Khashoggi ou Kashoggi, em árabe:  عدنان خاشقجي, em turco:  Adnan Kaşıkçı, (Meca, 25 de julho de 1935 - Londres, 6 de junho de 2017) foi um bilionário comerciante e distribuidor de armas saudita que se envolveu no episódio Guerra Irã-Iraque.

## História
Khashoggi era filho de Muhammad Khashoggi, um médico, e foi educado em Victoria College (Alexandria, Egito), na Universidade Estadual da Califórnia, na Universidade Estadual de Ohio e na Universidade de Stanford, em Palo Alto, Califórnia, Estados Unidos. Ele era turco por descendência.
Khashoggi dirigia uma companhia chamada Triad Holding Company, que, dentre outras coisas, construiu o Triad Center, em Salt Lake City, Utah, que depois foi à falência. Ele ficou famoso como um comerciante de armas, trabalhando como um agente nos acordos entre firmas norte-americanas e a Arábia Saudita, mais ativamente nas décadas de 60 e 70. Dentre seus clientes estiveram a Lockheed Corporation (agora Lockheed Martin), Raytheon, Grumman Aircraft Engineering Corporation (que fundiu-se com a Northrop para formar a Northrop Grumman) e com a própria Northrop. Um astuto empresário, Khashoggi, cobriu suas trilhas financeiras estabelecendo companhias dianteiras na Suíça e em Liechtenstein para lidar com suas comissões e desenvolver contatos com pessoas notáveis, tais como os agentes da CIA James H. Critchfield e Kim Roosevelt e com o empresário norte-americano Bebe Rebozo, um íntimo associado ao ex-presidente dos Estados Unidos Richard Nixon.
Em 1980, Khashoggi fez um acordo de divórcio de um bilhão de dólares com sua ex-esposa Soraya. Na Guerra Irã-Iraque, foi um intermediário chave, ao lado de Manucher Ghorbanifar, na troca de armas-de-garantia. Acredita-se que tomou emprestado dinheiro para essas compras de arma do Banco de Crédito e Comércio Internacional (BCCI) com patrocínio saudita e norte-americano. Em 1988, Khashoggi foi preso na Suíça, acusado de ocultar fundos, por três meses; depois foi para os Estados Unidos, onde ganhou liberdade e foi inocentado. Desde então, ele manteve um baixo perfil, pavimentando-se em 1992 para mediar para Muammar al-Gaddafi da Líbia seus investimentos em hotéis metropolitanos do Reino Unido e do Principado de Mônaco. Em seus últimos anos, Adnan viveu em Mônaco, mesmo com um mandado de arresto divulgado pelo tribunal inglês num montante de sete milhões de libras esterlinas. Seus serviços como "facilitador" nunca cessaram por todas administrações norte-americanas desde Nixon e, posteriormente, conheceu Richard Perle (assistente do Secretário de Defesa do Governo Reagan e presidente do conselho no Governo Bush), antes da invasão do Iraque em 2003.

### Morte
Adnan faleceu em 6 de junho de 2017.